# Invasione anglo-sovietica dell'Iran
Con il termine invasione anglo-sovietica dell'Iran si indicano le operazioni militari condotte dalle forze armate dell'Unione Sovietica e del Regno Unito nel territorio dell'attuale Iran, tra l'agosto e il settembre del 1941. Il nome in codice britannico per l'invasione era "Operazione Countenance".
L'invasione, conclusasi con un pieno successo per le truppe Alleate, venne concepita per evitare un possibile schieramento del governo dello scià Reza Pahlavi in favore dell'Asse, nonché per approntare una sicura via di rifornimento con cui inviare aiuti britannici all'Unione Sovietica.

## Antefatti
Fin dai giorni seguenti l'inizio dell'invasione tedesca dell'Unione Sovietica (giugno 1941), il Regno Unito si era posto il problema di inviare armi e rifornimenti di ogni genere al suo nuovo alleato sovietico; un primo collegamento venne stabilito tramite convogli navali diretti ai porti sovietici di Murmansk ed Arcangelo (i cosiddetti "Convogli artici"), tuttavia questa rotta era soggetta agli attacchi degli aerei e dei sommergibili tedeschi di stanza in Norvegia, che, unitamente alle pessime condizioni meteo, finivano spesso per provocare gravi perdite tra i mercantili alleati. Individuare una possibile alternativa alla rotta artica divenne quindi una delle priorità dell'alto comando britannico nel luglio del 1941.
Allo scoppio della seconda guerra mondiale, l'Iran dello scià Reza Pahlavi si era proclamato neutrale, cercando di mantenere una posizione equidistante tra i due schieramenti; l'Iran si trovava in buoni rapporti con la Germania, e in virtù di alcuni accordi commerciali sottoscritti negli anni '30 numerosi tecnici tedeschi si trovavano nel paese per collaborare ai progetti di modernizzazione avviati dallo scià. La presenza tedesca in Iran era fonte di notevoli preoccupazioni per il governo di Londra, soprattutto a partire dal maggio del 1941, quando, a seguito della repressione britannica di una rivolta pro-Asse nel vicino Iraq, numerosi esponenti filo-nazisti si erano rifugiati nel Paese; in particolare i britannici temevano una possibile azione dei tedeschi contro la raffineria petrolifera di Abadan, di proprietà della Anglo-Iranian Oil Company e da cui proveniva una cospicua parte dei rifornimenti petroliferi del Regno Unito.
La necessità di proteggere i giacimenti petroliferi iraniani da possibili azioni tedesche, unitamente all'opportunità di stabilire un collegamento diretto e sicuro con l'Unione Sovietica attraverso il territorio iraniano, spinsero lo Stato Maggiore britannico a fare pressioni sul governo affinché autorizzasse un'azione militare contro il Paese, da tenersi in collaborazione con i sovietici; la proposta, spalleggiata anche dal comandante in capo britannico in India, generale Archibald Wavell, ottenne il pieno assenso del primo ministro Winston Churchill. Il 17 agosto 1941, i governi del Regno Unito e dell'Unione Sovietica presentarono due note diplomatiche allo scià, chiedendo l'immediata rottura delle relazioni con la Germania, l'espulsione di tutti i cittadini tedeschi dal paese, e l'autorizzazione ad usare la ferrovia trans-iraniana per inviare materiale bellico britannico in Russia; Reza Pahlavi cercò di temporeggiare, ma la sua indecisione spinse gli Alleati a procedere con l'azione. L'invasione, inizialmente prevista per il 22 agosto ma rimandata per permettere ai sovietici di mettere a punto i loro piani, iniziò nella notte tra il 24 e il 25 agosto. Le truppe iraniane erano state parzialmente mobilitate, ma lo stesso scià, ben conscio della sproporzione delle forze, era intenzionato ad opporre solo una resistenza simbolica; Pahlavi protestò per l'attacco con il presidente statunitense Roosevelt facendo appello anche alla Carta Atlantica, ma questi rifiutò ogni appoggio.

## L'invasione

### L'attacco sovietico

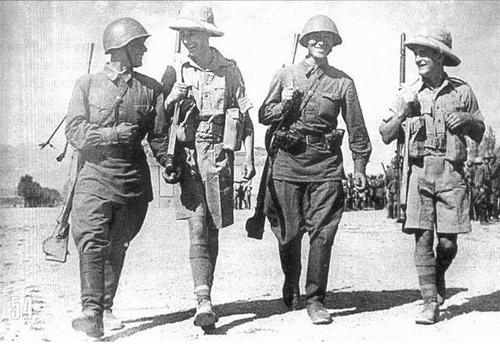
Fanti sovietici e britannici in Iran

L'occupazione delle regioni settentrionali dell'Iran era affidata al Fronte Transcaucasico del generale Dmitrij Timofeevič Kozlov, costituito il 23 agosto a partire dal preesistente Distretto militare del Caucaso, e composto dalla 44ª, 47ª e 53ª Armata; in totale, i sovietici mettevano in campo cinque divisioni di fanteria da montagna, due divisioni di fucilieri, due divisioni di cavalleria e due divisioni corazzate.
Alla mezzanotte del 25 agosto, le truppe della 47ª Armata del generale Novikov attraversarono la frontiera tra l'Iran e la repubblica sovietica dell'Azerbaigian divise in due colonne: la colonna occidentale, dopo aver rapidamente occupato la città di confine di Maku, puntò in direzione del lago di Urmia e occupò la città di Khoi, vicino al confine con la Turchia, per poi piegare ad est e occupare Tabriz; la colonna orientale si mosse lungo la sponda del mar Caspio, occupò la cittadina di frontiera di Ardabil, per proseguire verso l'importante porto di Bandar-e Pahlavi, precedentemente occupato da reparti da sbarco della Flottiglia del Caspio. Le due colonne proseguirono verso sud, andando a ricongiungersi nei pressi di Qazvin, 160 km ad ovest di Teheran. Dall'altro lato del Caspio, la 53ª Armata penetrò in Iran a partire dalla provincia sovietica del Turkmenistan, occupando rapidamente Bandar Shah, importante scalo ferroviario sul Caspio della ferrovia transiraniana, per avanzare verso sud andando ad occupare gli importanti nodi ferroviari di Shahrud e Samnan, ad est della capitale iraniana.
Il 25 agosto aerei sovietici bombardarono Tabriz, Rasht e Qazvin, provocando diverse vittime tra la popolazione civile; il 26 agosto, gli aerei sovietici attaccarono i sobborghi di Teheran, mentre sul centro della capitale venivano lanciati migliaia di volantini per invitare la popolazione ad opporsi allo scià. Le truppe iraniane schierate nel nord, profondamente demoralizzate, offrirono una scarsa resistenza, venendo rapidamente soverchiate dalle colonne corazzate dei sovietici.

### L'attacco britannico

La zona di operazione del contingente britannico

Il compito di invadere l'Iran meridionale venne affidato da Wavell, responsabile della regione, al generale Edward Quinan, comandante delle truppe britanniche stanziate in Iraq (Iraqforce); viste le impellenti esigenze del fronte nordafricano, le truppe a disposizione del generale Quinan erano piuttosto esigue, tanto che si decise di occupare non l'intera regione ma solo le località chiave del sud-ovest. Le forze britanniche ammontavano a due divisioni di fanteria (l'8ª e la 10ª Divisione indiana), un'ulteriore brigata di fanteria non indivisionata (la 21ª Brigata indiana), e due brigate corazzate (la 2ª Brigata corazzata indiana e la 9ª Brigata corazzata inglese).
L'attacco britannico iniziò alle 21:00 del 24 agosto, quando i reggimenti di testa dell'8ª Divisione indiana si imbarcarono a Bassora su piccole motobarche con cui discendere lo Shatt al-'Arab fino all'isola su cui sorgeva la raffineria di Abadan. L'attacco doveva avvenire alle prime luci dell'alba del 25 agosto, ma una serie di ritardi permise alle sentinelle iraniane dello stabilimento di abbozzare una debole resistenza; lo sloop britannico HMS Shoreham penetrò allora nella rada di Abadan per impegnare con i suoi cannoni le posizioni nemiche, e affondò la corvetta iraniana Palang dopo un breve combattimento. Sporadici scontri e tiri di cecchinaggio continuarono fino a sera, e solo alle 20:00 Abadan venne definitivamente conquistata dalle truppe britanniche. Contemporaneamente, una forza più piccola venne sbarcata dall'incrociatore ausiliario australiano HMAS Kanimbla nel porto di Bandar Shahpur, 80 km a nord di Abadan e stazione terminale della ferrovia transiraniana; le truppe indiane catturarono rapidamente la città e sette mercantili dell'Asse (tre italiani e quattro tedeschi) ancorati nel porto, oltre a due cannoniere iraniane. Le restanti forze dell'8ª Divisione indiana attaccarono quella stessa mattina il porto di Khorramshahr sul fiume Karun, sede del quartier generale della marina iraniana; nei duri combattimenti che seguirono, rimase ucciso il comandante della marina iraniana, contrammiraglio Gholamali Bayandor.
Messa in sicurezza la zona di Abadan, le truppe dell'8ª divisione indiana proseguirono verso settentrione, impossessandosi dei campi petroliferi a nord della città e attaccando un forte concentramento di truppe iraniane presso Qasr Shaikh, disperdendolo entro mezzogiorno del 25 agosto. Il successivo obiettivo delle truppe anglo-indiane divenne quindi la città di Ahvaz, a nord di Khorramshahr. La RAF bombardò l'aeroporto di Ahvaz il 26 agosto, mettendo fuori uso diversi apparecchi iraniani, mentre un contingente dell'8ª Divisione risaliva il Karun su dei battelli, dirigendosi sulla città. Alle prime luci del 28 agosto, le truppe indiane si prepararono ad avanzare sulla città, ormai quasi accerchiata, ma l'attacco venne annullato quando giunse la notizia della richiesta iraniana di un cessate il fuoco.
Mentre nel sud si svolgevano questi eventi, 500 km più a nord una seconda colonna britannica, posta al comando del generale William Slim e composta dalle due brigate corazzate e da parte della 10ª Divisione indiana, penetrò in Iran partendo dal centro petrolifero iracheno di Khanaqin. Incontrando solo una debole resistenza, la colonna si impossessò rapidamente dei campi petroliferi di Naft-i-Shah, proseguendo in direzione di Kermanshah, più ad est. La resistenza iraniana divenne più determinata sul passo di Pai-Tak, dove, favorite dal terreno impervio, le truppe dello scià riuscirono a fermare momentaneamente l'avanzata britannica. Slim inviò a sud una brigata della 10ª indiana, con il compito di catturare la città di Shahabad e di aggirare la posizione iraniana, mentre i bombardieri Blenheim della RAF bombardavano ripetutamente le truppe attestate sul passo per tutto il pomeriggio del 26 agosto. La mattina seguente, i britannici si accorsero che gli iraniani, temendo di rimanere tagliati fuori e demoralizzati dal bombardamento, avevano sgombrato il passo durante la notte, e l'avanzata poté proseguire. Britannici e iraniani tornarono a confrontarsi la mattina del 28 agosto, quando le truppe di Slim giunsero davanti Kermanshah, trovandovi diversi reggimenti iraniani saldamente trincerati; l'attacco doveva iniziare alle 10:00, ma poco prima che esso venisse lanciato giunse la notizia della richiesta del cessate il fuoco, e la città venne occupata dai britannici senza sparare un colpo. I reparti britannici proseguirono indisturbati in direzione di Hamadan, importante centro commerciale, occupandola il 30 agosto.

### L'occupazione di Teheran
Già il 28 agosto, vista la scarsa resistenza delle sue truppe e le crescenti vittime civili, Reza Pahlavi aveva inviato ai suoi comandanti l'ordine di cessare immediatamente le ostilità contro gli anglo-sovietici; alla notizia del cessate il fuoco, diversi reparti iraniani andarono allo sbando, con molti soldati che abbandonarono le armi per ritornare alle loro case. Senza più incontrare resistenza, i reparti britannici e sovietici si incontrarono tra il 30 e il 31 agosto a Sinneh (100 miglia ad ovest di Hamadan) e Kazvin (100 miglia ad ovest di Teheran e 200 miglia a nord est di Hamadan).
Ai primi di settembre i diplomatici alleati presentarono una nuova serie di richieste allo scià e al suo nuovo primo ministro Fourughi: cessazione immediata di ogni resistenza, concessione agli Alleati dell'uso delle principali linee di comunicazione iraniane, rottura di ogni accordo con i tedeschi, immediata interruzione dei rapporti diplomatici con Germania, Italia, Giappone, Romania, Bulgaria ed Ungheria, ed espulsione o consegna agli Alleati entro 48 ore di tutti i cittadini di paesi dell'Asse presenti in Iran; lo scià accettò tutte le condizioni, ma temporeggiò sull'applicazione dell'ultima. Preoccupate per questi nuovi tentennamenti, il 17 settembre le truppe alleate occuparono senza incontrare opposizione la capitale Teheran; ormai in netto contrasto con il suo stesso parlamento, il giorno precedente lo scià aveva abdicato in favore del figlio Mohammad Reza Pahlavi, molto più ben visto dagli Alleati, per poi ritirarsi in esilio a Johannesburg.

## Conseguenze

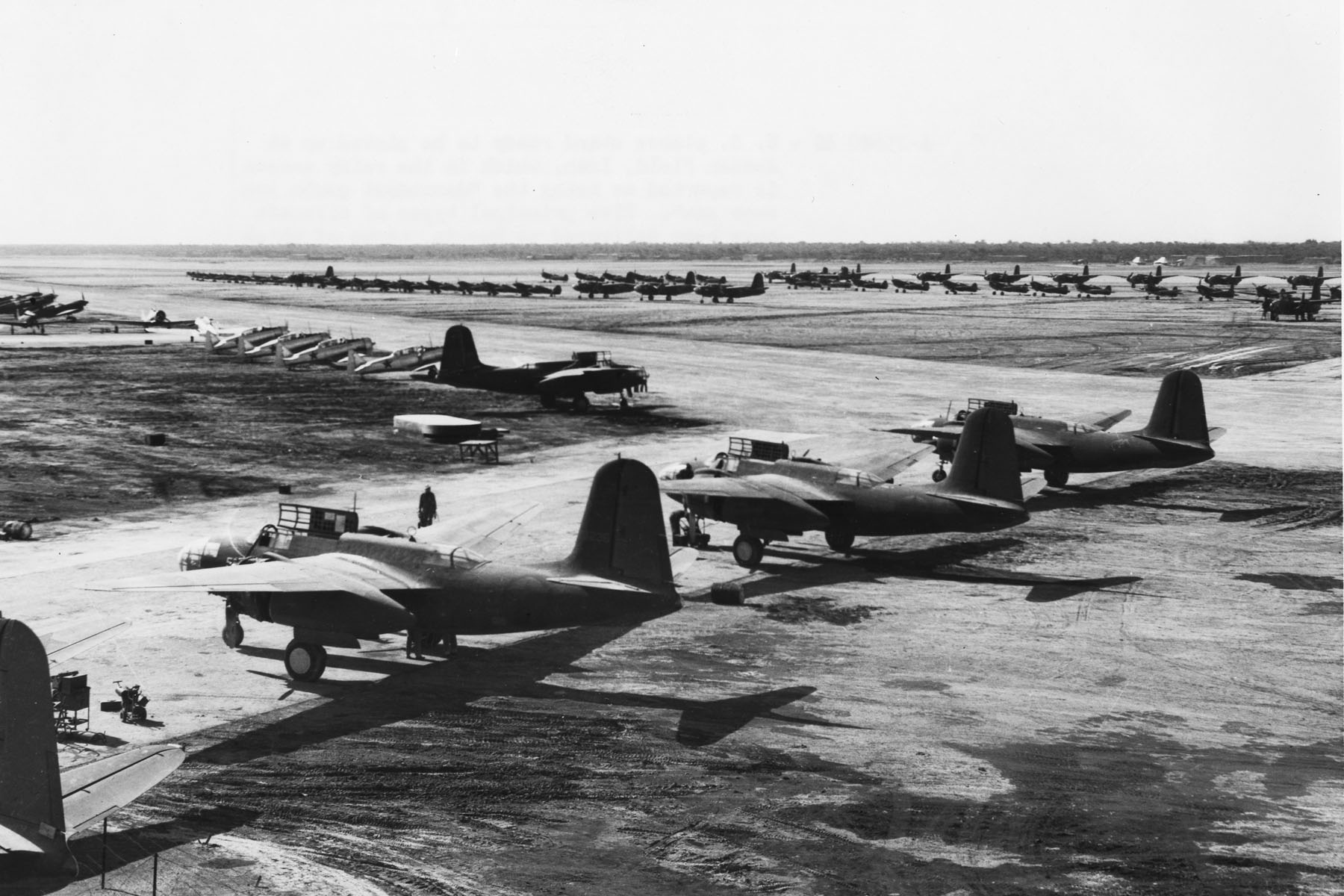
Aerei statunitensi all'aeroporto di Abadan, pronti per essere inviati in Russia

Le truppe britanniche e sovietiche si ritirarono spontaneamente da Teheran il 18 ottobre, anche se l'Iran rimase materialmente occupato dalle due nazioni fino alla fine della guerra. Le truppe alleate rimaste nel paese (a cui si unì, a partire dal 1942, un contingente statunitense) si limitarono ad approntare e a presidiare una serie di linee di comunicazione che univano il Golfo persico alla Russia, andando a costituire il cosiddetto "Corridoio persiano"; attraverso questa via, nei successivi quattro anni transitarono rifornimenti militari destinati all'Unione Sovietica per complessivi 5 milioni di tonnellate.
Nel gennaio del 1942, il nuovo scià firmò un trattato di alleanza con Regno Unito ed Unione Sovietica, impegnandosi a fornire supporto non militare allo sforzo bellico alleato; nel settembre del 1943, l'Iran dichiarò formalmente guerra alla Germania, aderendo alla Dichiarazione delle Nazioni Unite ed entrando a pieno titolo tra le potenze Alleate. Nel novembre dello stesso anno, Teheran fu sede di una celebre conferenza tra i principali leader alleati.